# Bawskee 3.5
Bawskee 3.5 (стилизация под маюскул) — третий микстейп американского рэпера Comethazine. Он был выпущен 26 июля 2019 года на лейблах Alamo Records и Interscope Records. Это триквел его дебютного микстейпа Bawskee.

## Синглы
Лид-сингл «Just Saying» был выпущен 21 июня 2019 года.
Второй сингл «Stand» был выпущен 19 июля 2020 года, за восемь дней до выпуска Bawskee 3.5.

## Отзывы
| Оценки критиков | Оценки критиков |
| Источник        | Оценка          |
| --------------- | --------------- |
| HipHopDX        | [ 4 ]           |
| AllMusic        | позитивно       |

Bawskee 3.5 получил в основном положительные отзывы. Neil Z из AllMusic написал: «Слушатели, нуждающиеся в ещё одной дозе Bawskee, будут довольны этой свежей дюжиной».
Райли Уоллес из HipHopDX дал микстейпу оценку 3/5, заявив: «Хотя его жестокие и грубые текста остались ужасно похожими, ему всё же удаётся экспериментировать со своим стилем».

## Коммерческий успех
Bawskee 3.5 дебютировал под номером 53 в чарте Billboard 200.

## Список композиций
Адаптировано Genius.
| №                   | Название             | Автор(ы)                     | Продюсер(ы)             | Длительность |
| ------------------- | -------------------- | ---------------------------- | ----------------------- | ------------ |
| 1.                  | «Hench Mafia»        | Frank Childress Divjot Anand | Div KC Supreme          | 1:43         |
| 2.                  | «Rasputia»           | Childress Thomas Herrick     | Toom                    | 1:35         |
| 3.                  | «Goddontlikeugly»    | Childress Shoki              | Shoki                   | 2:01         |
| 4.                  | «Find Him!»          | Childress Anand              | Div                     | 1:43         |
| 5.                  | «Stand»              | Childress                    |                         | 1:38         |
| 6.                  | «Solved the Problem» | Childress Anand              | Div                     | 1:57         |
| 7.                  | «No Evidence»        | Childress Anand              | Div                     | 1:57         |
| 8.                  | «Dangerous»          | Childress Herrick            | Toom                    | 2:20         |
| 9.                  | «Fuck Errbody»       | Childress ChildBoy           | ChildBoy                | 2:07         |
| 10.                 | «Just Saying»        | Childress Anand Reid         | Div ReidMD              | 1:49         |
| 11.                 | «Act»                | Childress Carlton Mays, Jr.  | Da Honorable C.N.O.T.E. | 1:56         |
| 12.                 | «Touched»            | Childress Anand              | Div                     | 1:36         |
| Общая длительность: | Общая длительность:  | Общая длительность:          | Общая длительность:     | 22:16        |

Примечания
- Все песни стилизованы под маюскул[6].

## Чарты
| Чарты (2019)                           | Высшая позиция |
| -------------------------------------- | -------------- |
| Lithuanian Albums (AGATA)              | 32             |
| США (Billboard 200)                    | 53             |
| США (Billboard Top R&B/Hip-Hop Albums) | 26             |